# Dichostereum
Dichostereum Pilát – rodzaj grzybów z rodziny powłocznicowatych (Peniophoraceae). W Polsce występuje jeden gatunek – Dichostereum boreale.

## Charakterystyka
Grzyby kortycjoidalne o owocniku rozproszonym, rozpostartym, błoniastym lub skorupiastym. Hymenofor gładki lub delikatnie chropowaty, o barwie od kremowej do ochrowej. System strzępkowy dimityczny ze strzępkami generatywnymi mającymi sprzążki i dichohyfidami. Występują gleocystydy. Podstawki wąsko maczugowate z czterema sterygmami i sprzążką u podstawy. Bazydiospory kuliste do szeroko elipsoidalnych, brodawkowate, w odczynniku Melzera silnie amyloidalne.
Dichostereum charakteryzuje się występowaniem dwustrzępkowych, dekstrynoidalnych gleocystyd i amyloidalnych bazydiospor. Jest blisko spokrewniony z rodzajem Vararia, od którego odróżnia się głównie bazydiosporami o urzeźbionej powierzchni.

## Systematyka i nazewnictwo
Pozycja w klasyfikacji według Index FungorumLachnocladiaceae, Russulales, Incertae sedis, Agaricomycetes, Agaricomycotina, Basidiomycota, Fungi.
Gatunki
- Dichostereum albocinctum (Berk. & Broome) Pilát 1926
- Dichostereum boreale (Pouzar) Ginns & M.N.L. Lefebvre 1993 – tzw. widłoszczetka północna
- Dichostereum brevisporum (S.S. Rattan) Boidin & Lanq. 1977
- Dichostereum durum (Bourdot & Galzin) Pilát 1926
- Dichostereum effuscatum (Cooke & Ellis) Boidin & Lanq. 1977
- Dichostereum granulosum (Pers.) Boidin & Lanq. 1977
- Dichostereum induratum (Berk.) Pilát 1926
- Dichostereum kenyense Boidin & Lanq. 1981
- Dichostereum orientale Boidin & Lanq. 1981
- Dichostereum pallescens (Schwein.) Boidin & Lanq. 1977
- Dichostereum peniophoroides (Burt) Boidin & Lanq. 1977
- Dichostereum ramulosum (Boidin & Lanq.) Boidin & Lanq. 1977
- Dichostereum rhodosporum (Wakef.) Boidin & Lanq. 1977
- Dichostereum sordulentum (Cooke & Massee) Boidin & Lanq. 1981

Nazwy naukowe na podstawie Index Fungorum. Nazwy polskie według W. Wojewody z 2003 r. (podany pod nazwą Vararia borealis).